# Cantó de Les Sables-d'Olonne
El cantó de Les Sables-d'Olonne és un cantó francès del departament de la Vendée, situat al districte de Les Sables-d'Olonne. Té sis municipis i el cap es Les Sables-d'Olonne.

## Municipis
- Château-d'Olonne
- L'Île-d'Olonne
- Olonne-sur-Mer
- Les Sables-d'Olonne
- Sainte-Foy
- Vairé

## Història
| Data d'elecció                           | Identitat        | Partit            | Qualitat |
| ---------------------------------------- | ---------------- | ----------------- | -------- |
| 1945-1961                                | Charles Rousseau | ARS, després CNIP |          |
| 1961-1967                                | Michel Laurent   | CD                |          |
| 1967-1973                                | Pierre Mauger    | UDR               |          |
| 1973-1985                                | Marcel Guilbaud  | MRG               |          |
| 1985-1992                                | Pierre Mauger    | RPR               |          |
| 1992-2004                                | Louis Guédon     | UDF, després UMP  |          |
| 2004-                                    | Gérard Faugeron  | Divers droite     |          |
| les dades anteriors no són pas conegudes |                  |                   |          |
|                                          |                  |                   |          |

| A partir de 1990: Població sense dobles comptes |